# Cynoglossum zeylanicum
Cynoglossum zeylanicum är en strävbladig växtart som först beskrevs av Vahl, och fick sitt nu gällande namn av Carl Peter Thunberg och Johann Georg Christian Lehmann. Cynoglossum zeylanicum ingår i släktet hundtungor, och familjen strävbladiga växter. Inga underarter finns listade i Catalogue of Life.

## Bildgalleri

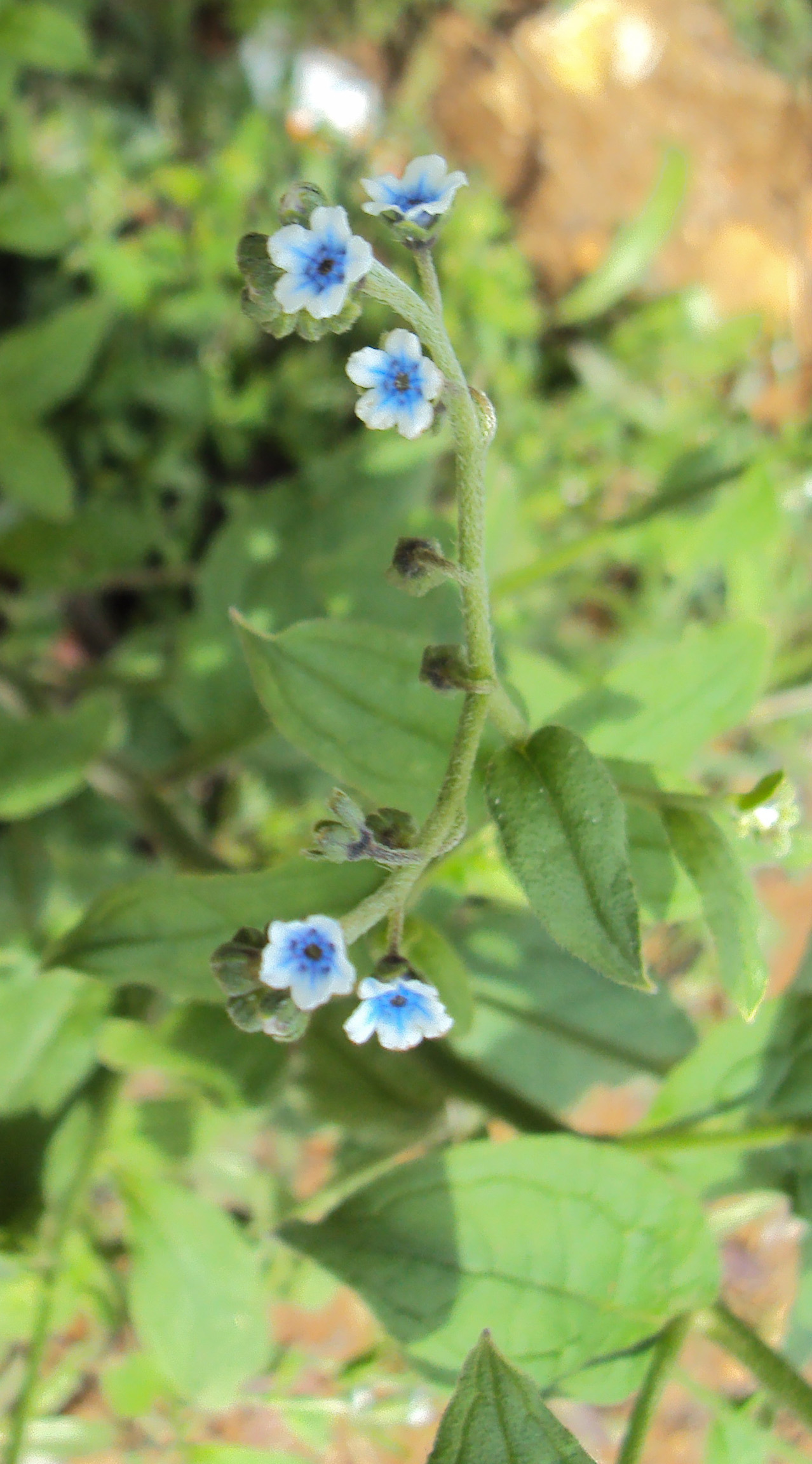
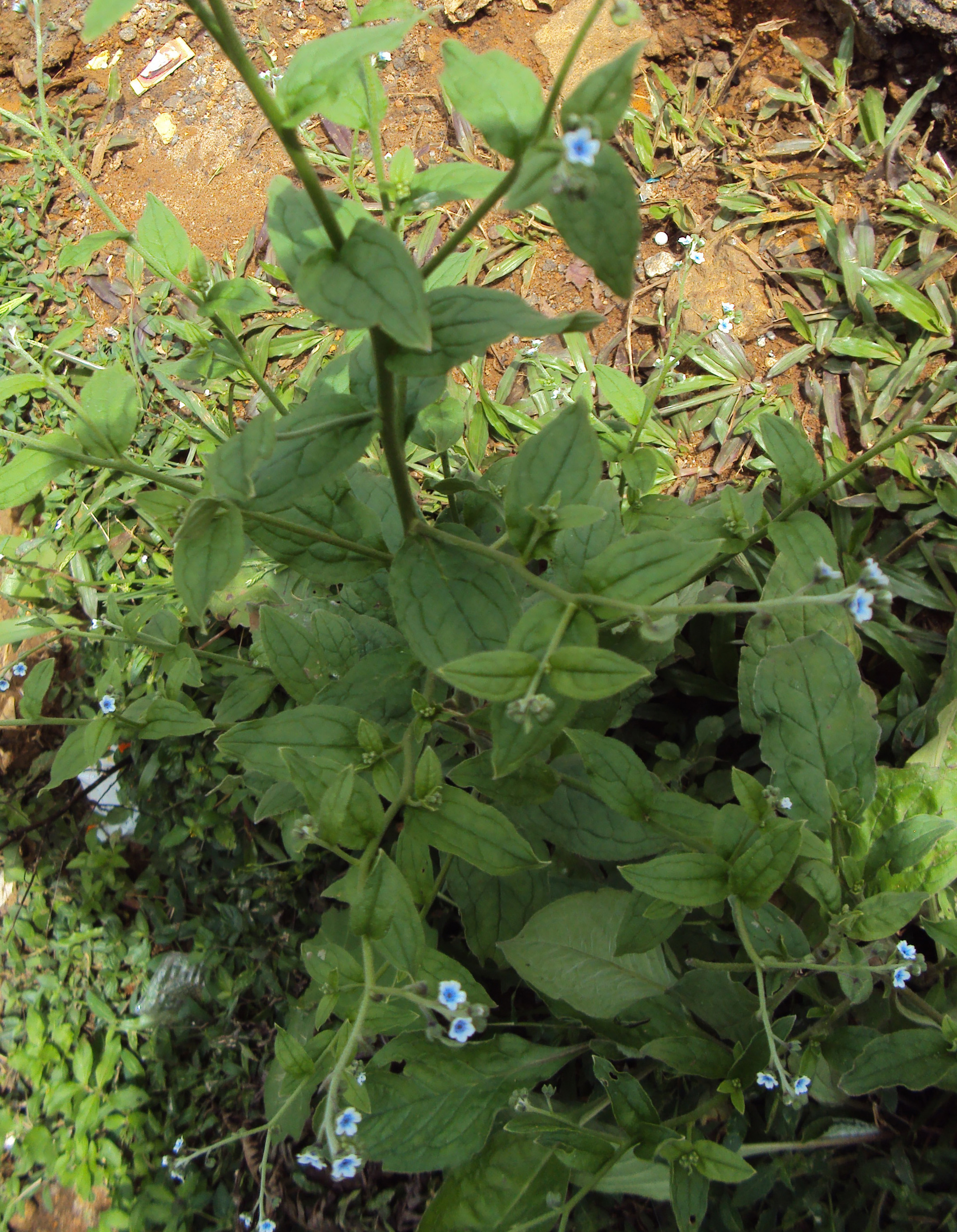
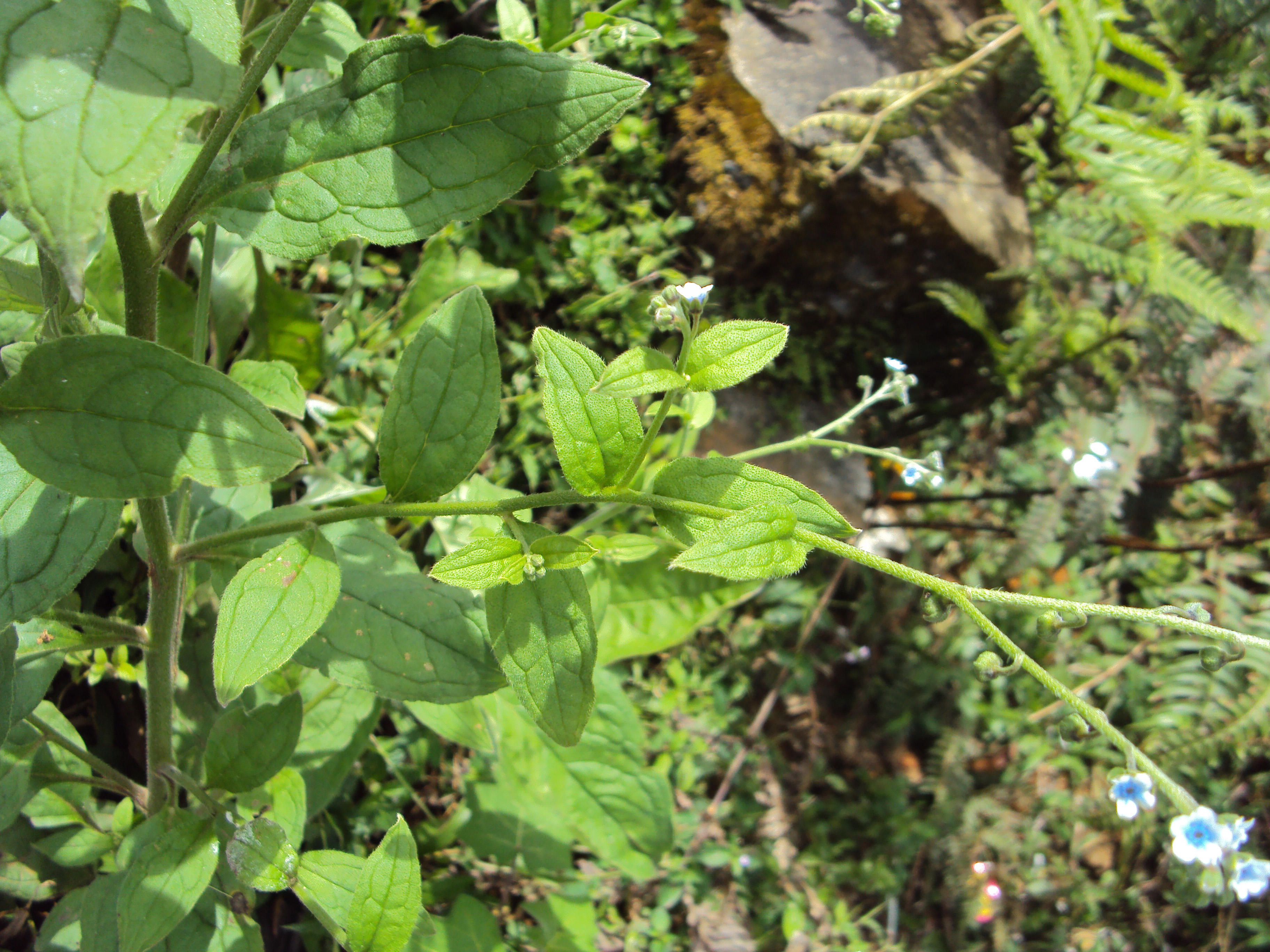
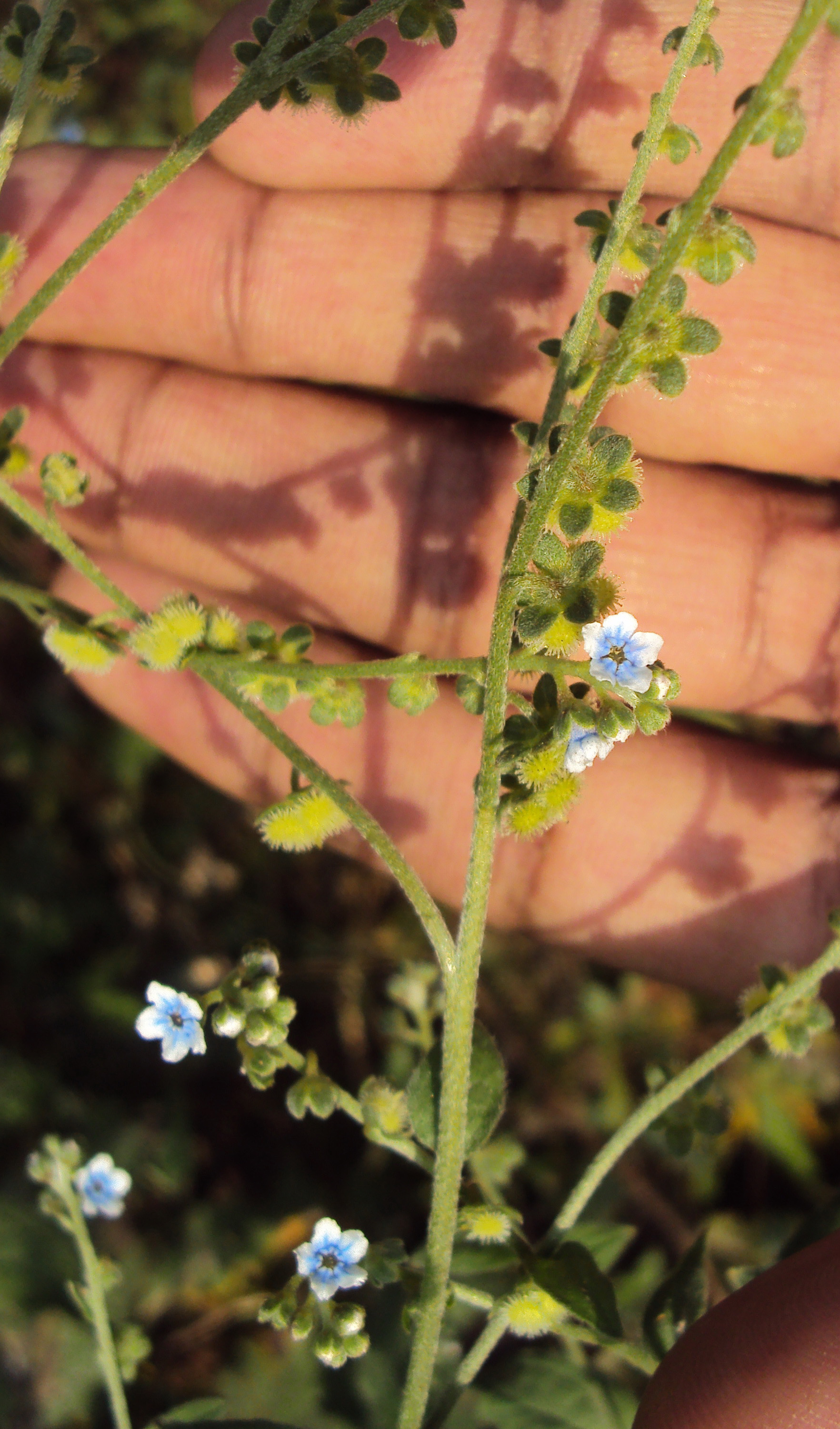
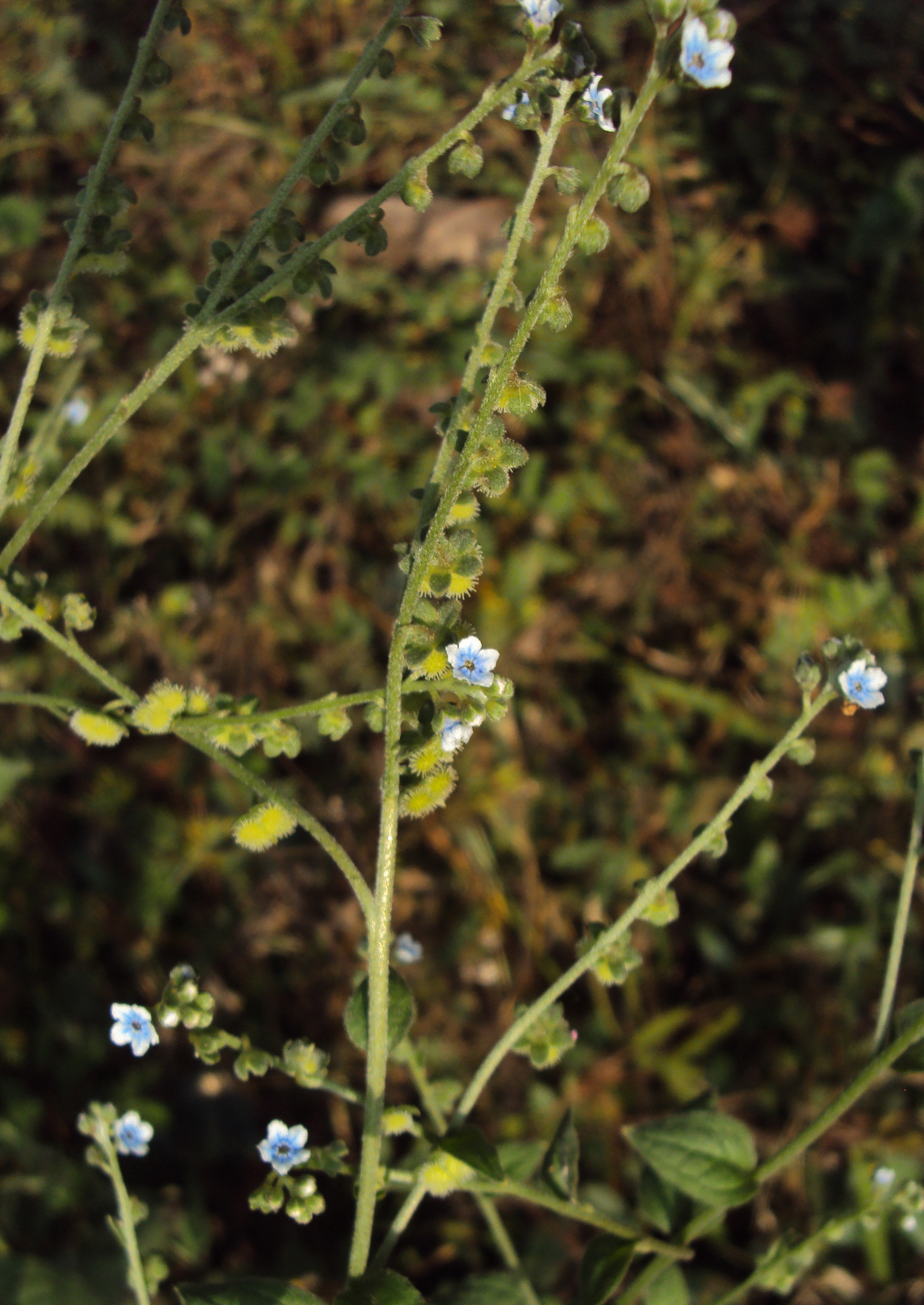
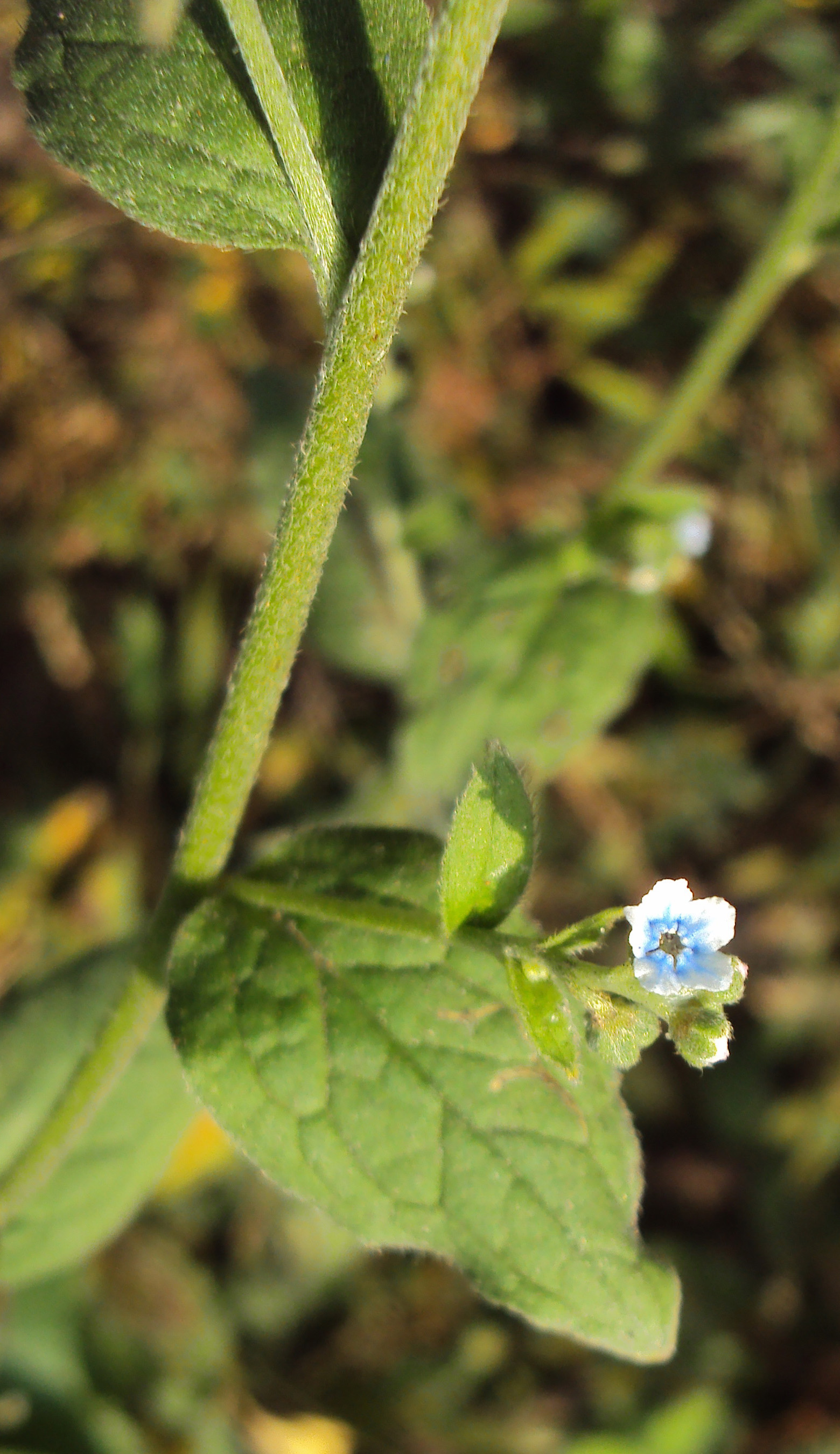